# Six Feet Under (banda)

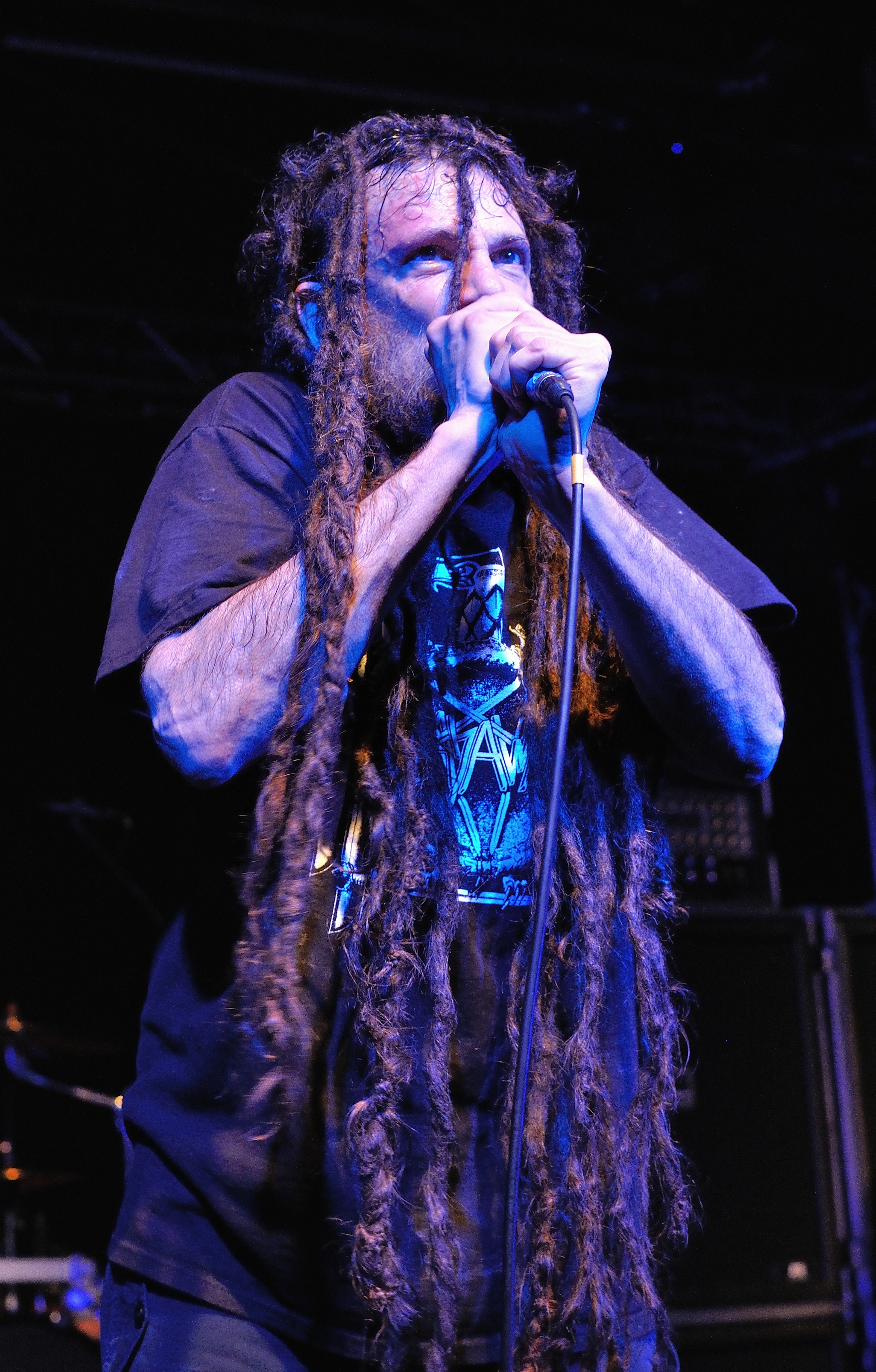
Chris Barnes, 2015

Six Feet Under (conocida también como SFU o 6FU) es una banda estadounidense de death metal y death and roll formada en 1993 en Tampa, Florida. Originalmente la banda era un proyecto paralelo con Cannibal Corpse creado por el vocalista Chris Barnes, pero con el tiempo tomó fuerza. En 1994 Chris Barnes es despedido de Cannibal Corpse, por lo que comienza a dedicarse en lleno a Six Feet Under. Uno de los fundadores fue Allen West, actualmente de la banda Obituary, pero salió de la banda en 1997 siendo reemplazado por Steve Swanson en 1998.
Las canciones contienen una fuerte crítica social, abarcando temas como la política, muertes, asesinatos, sin dejar de lado el gore de las canciones de Cannibal Corpse.
Además de sus discos, la banda ha grabado tres de versiones. El primero, llamado Graveyard Classics, que contiene versiones de sus principales influencias como Jimi Hendrix, Black Sabbath, Thin Lizzy, Deep Purple, Exodus, Venom, entre otros. Graveyard Classics II es un completo cover al disco Back in Black de AC/DC. Y  Graveyard Classics III
Paul Booth es el encargado de hacer algunas portadas de los discos de Six Feet Under.

## Miembros
- Chris Barnes - voz (1993-presente)
- Ray Suhy - guitarra (2015-presente)
- Marco Pitruzzella - batería (2013-presente)
- Jeff Hughell − bajo (2012-presente)
- Jack Owen − guitarra (2017-presente)

Miembros pasados
- Matt DeVries − bajo (2011-2012)
- Rob Arnold − guitarra (2011-2013)
- Ola Englund − guitarra (2012-2013)
- Allen West - guitarra (1995-1997)
- Terry Butler - bajo (1995−2011)
- Greg Gall - batería (1995−2011)

## Discografía
| Álbumes de estudio - 1995: Haunted - 1997: Warpath - 1999: Maximum Violence - 2001: True Carnage - 2003: Bringer of Blood - 2005: 13 - 2007: Commandment - 2008: Death Rituals - 2012: Undead - 2013: Unborn - 2015: Crypt of the Devil - 2017: Torment - 2020: Nightmares of the Decomposed - 2024: Killing for Revenge EP - 1996: Alive and Dead - 2018: Unburied | Álbumes en vivo - 2003: Double Dead Redux - 2004: Live with Full Force - 2011: Wake the Night! Live in Germany Álbumes recopilatorios - 2000: Graveyard Classics - 2004: Graveyard Classics 2 - 2010: Graveyard Classics 3 - 2016: Graveyard Classics 4: The Number of the Priest DVD/VHS - 2001: Maximum Video - 2002: Double Dead - 2004: Live With Full Force Caja recopilatoria - 2005: A Decade in the Grave - 2016: The Best of Six Feet Under |

Videos
| Año  | Título                                       | Director           |
| ---- | -------------------------------------------- | ------------------ |
| 1996 | "Lycanthropy"                                |                    |
| 1997 | "Manipulation"                               | David Roth         |
| 1999 | "Victim of the Paranoid"                     | David Roth         |
| 2002 | "The Day the Dead Walked"                    | David Roth         |
| 2003 | "Amerika the Brutal"                         | David Aronson      |
| 2004 | "Bringer of Blood"                           | Ronald Matthes     |
| 2004 | "Dead and Buried (Living Life in the Grave)" | Jerry Clubb        |
| 2005 | "Shadow of the Reaper"                       | Gary Smithson      |
| 2005 | "Deathklaat"                                 | Ronald Matthes     |
| 2007 | "Ghosts of the Undead"                       | Mario Framingheddu |
| 2007 | "Doomsday"                                   | Mario Framingheddu |
| 2008 | "Seed of Filth"                              | Mario Framingheddu |